# George Leveson-Gower (1er duc de Sutherland)
George Granville Leveson-Gower, 1er duc de Sutherland (9 janvier 1758 – 19 juillet 1833), connu comme vicomte de Trentham de 1758 à 1786, comme comte Gower de 1786 à 1803, et marquis de Stafford de 1803 à 1833, est un homme politique et diplomate anglais, propriétaire et mécène des arts. Il est l'homme le plus riche de Grande-Bretagne au cours de la dernière partie de sa vie(p39). Il reste un personnage controversé pour son rôle dans la Highland Clearances.

## Famille
Il est le fils aîné de Granville Leveson-Gower (1er marquis de Stafford), et de sa seconde épouse, Louisa, fille de Scroop Egerton (1er duc de Bridgewater). Granville Leveson-Gower (1er comte Granville), est son demi-frère. Il fait ses études à Westminster School et à Christ Church, à Oxford, où il obtient un MA en 1777.

## Carrière politique
Il siège comme député de Newcastle-under-Lyme de 1779 à 1784 et pour le Staffordshire de 1787 à 1799. L'année suivante il siège à la Chambre des lords par le biais d'un acte de l'accélération du titre de baron Gower de son père. Entre 1790 et 1792, il est ambassadeur de France, sans avoir d'expérience diplomatique. L'ambassade lui est retirée en août 1792, après l'emprisonnement de la famille royale pendant la Révolution française. Après son retour en Grande-Bretagne, il refuse les postes de Lord-intendant et de Lord lieutenant d'Irlande. Toutefois, en 1799, il accepte la charge de maître Général des postes, qu'il conserve jusqu'en 1801. Il joue un rôle important dans la chute du gouvernement de Henry Addington en 1804, après quoi il change d'allégeance politique des Tory vers les Whig. Après 1807, il ne joue plus qu'un rôle politique mineur, bien qu'il ait soutenu l'Émancipation des Catholiques et la Loi sur la Réforme de 1832.
De 1794 à 1801, il est colonel du régiment de volontaires de cavalerie du Staffordshire, une forme précoce des régiments de paysans. Il est également Lord Lieutenant du Staffordshire de 1799 à 1801 et Lord Lieutenant de Sutherland de 1794 à 1830. Il est investi en tant que Conseiller Privé en 1790, Chevalier de la Jarretière en 1806 et est créé duc de Sutherland le 28 janvier 1833.

## Richesse
La famille Leveson-Gower possède de vastes terres dans le Staffordshire, le Shropshire et le Yorkshire. En 1803, il hérite également des vastes domaines de son oncle maternel Francis Egerton (3e duc de Bridgewater), qui comprend le Canal de Bridgewater et une importante collection d'œuvres d'art, dont une grande partie de la Collection de la maison d'Orléans; les deux Gower et son oncle ont été membres du consortium qui a procédé à la dispersion. Selon la volonté du duc de Bridgewater, ces terres sont transmises à la mort du premier duc de Sutherland à son fils cadet, Francis Leveson-Gower. Il est considéré comme l'homme le plus riche du XIXe siècle, dépassant même Nathan Rothschild. La valeur précise de sa succession lors du décès est inconnue, comme il a simplement été classé comme "valeur supérieure'. Il est décrit par Charles Greville comme un "léviathan de la richesse".

## Le scandale des Highland clearances
Sutherland et son épouse restent controversés pour leur rôle dans la réalisation de la Highland Clearances, où des milliers de locataires sont forcés de quitter leurs maisons. Les dégagements sont réalisés entre 1811 et 1820. En 1811, le parlement adopte un projet de loi finançant la moitié des dépenses pour la construction de routes dans le nord de l'Écosse, à la condition que les propriétaires fonciers financent l'autre moitié. L'année suivante, Sutherland commence la construction de routes et de ponts dans le comté, qui sont pratiquement inexistantes. Consterné par la médiocrité des conditions de vie de ses locataires, et influencé par les théories économiques du moment ainsi que de nombreux conseils sur le sujet, il est convaincu que l'agriculture de subsistance à Sutherland ne peut pas être maintenue à long terme. Au début, il souhaite amener les paysans d'Assynt dans des villages côtiers, pensant que les agriculteurs pourraient se lancer dans la pêche. Toutefois, lorsque les conséquences de ces actions deviennent claires, les expulsions se heurtent à de l'opposition, qui est impitoyablement réprimée. Le ressentiment monte lorsque l'un des agents de Sutherland, Patrick Sellar, est acquitté d'un meurtre. La condamnation est généralisée et les griefs des Highlanders sont entendus à la Chambre des Communes britannique, sans grand effet.
En 1837, un grand monument, connu localement comme le Mannie, est érigé sur Ben Bhraggie près de Golspie pour commémorer le duc. L'existence de cette statue est l'objet de controverses en 1994, de la part de Sandy Lindsay, un ancien du Parti National Écossais conseiller de Inverness qui propose sa démolition. Plus tard, il modifie son plan, demandant l'autorisation de la mairie pour déplacer la statue et la remplacer par des plaques pour raconter l'histoire des Clearances. Elle est soumise de façon répétée à des actes de vandalisme.

## Mariage et descendance
Il épouse Elizabeth Sutherland (en), 19e comtesse de Sutherland, fille de William Sutherland, 18e comte de Sutherland et de Mary Maxwell, le 4 septembre 1785. Ils ont quatre enfants survivants :
- George Sutherland-Leveson-Gower (2e duc de Sutherland) (11 août 1786–1861)
- Charlotte Sophia Leveson-Gower (en) (c. 1788–1870), épouse d'Henry Howard (13e duc de Norfolk).
- Elizabeth Marie Leveson-Gower (1797–1891), épouse de Richard Grosvenor (2e marquis de Westminster).
- Francis Egerton (1er comte d'Ellesmere), (1800–1857)

Onze ans après avoir été affaibli par un AVC, il est mort à Dunrobin Castle en juillet 1833, âgé de 75 ans, et est enterré dans la Cathédrale de Dornoch. Il est remplacé par son fils aîné, George. La duchesse de Sutherland, est décédée en janvier 1839, âgée de 73 ans, et est également remplacée par son fils aîné, George.